# サンマルコス駅
サンマルコス駅 （英語： San Marcos Station ）は、アメリカ合衆国テキサス州サンマルコス サウス・グアダループ・ストリート338にある駅。全米各地を結ぶ旅客鉄道のアムトラックが乗り入れている。

## 概要
サンマルコス駅は、サンマルコス市の交通センターで上屋付きのプラットホームで構成されている。190万ドルを費やして建設された当駅は2001年にオープンし、連邦、州、地方の補助金を通じて資金を供給した。また、中長距離バスおよび路線バスが乗り入れている。計画過程にはテキサス州運輸省(TxDOT)、アムトラック、グレイハウンド、サウスウェストテキサス州立大学、市や郡の職員、市民団体などの利害関係者が関わっていた。サンマルコスには当駅の他、現在、事務所として使用されているミズーリ・パシフィック鉄道（MOPAC）の駅とミズーリ・カンザス・テキサス鉄道（the Katy）の駅の2駅が残っている。

## 利用可能な鉄道路線／列車
アムトラックの停車する列車は下記の通り。
シカゴとサンアントニオ / ロサンゼルス間の夜行長距離列車テキサス・イーグル号 …1日1往復停車
※南行列車のシカゴ（日・火・金）出発便はサンアントニオでサンセット・リミテッド号と併結され、ロサンゼルス行きとなる。シカゴとサンアントニオ間は毎日運転。北行列車のロサンゼルス（日・水・金）出発便はサンアントニオまでサンセット・リミテッド号と併結され、同駅で切り離し。サンアントニオとシカゴ間は毎日運転。

## バス
当駅から乗車できるバスは以下の通り。
中長距離バス :グレイハウンド 
路線バス :キャピタル・エリア地方交通局（CARTS） 